# The Girl of the Golden West (dramma)
The Girl of the Golden West è un'opera teatrale scritta, prodotta e diretta da David Belasco, ambientata durante la corsa all'oro in California. Il melodramma in quattro atti debuttò al Belasco Theatre di New York il 14 novembre 1905 e andò in scena 224 volte. Blanche Bates interpretò il ruolo originale della protagonista, mentre Robert C. Hilliard e Frank Keenan interpretarono rispettivamente Dick Johnson e Jack Rance. Durante le repliche a Broadway nel 1907 e nel 1908, Bates interpretò l'opera con Charles Millward e Cuyler Hastings.  William Furst compose le musiche di scena per lo spettacolo. L'opera rimase in tournée negli Stati Uniti per diversi anni. 
L'opera è stata adattata numerose volte, il più noto adattamento è l'opera del 1910 La fanciulla del West di Giacomo Puccini. L'opera fu anche trasformata in quattro film, tutti intitolati in lingua originale The Girl of the Golden West, uno del 1915 (in italiano, La fanciulla del West), uno del 1923, uno del 1930 e uno del 1938 (in italiano, La città dell'oro).  Nel 1911 Belasco scrisse anche un romanzo basato sull'opera teatrale.

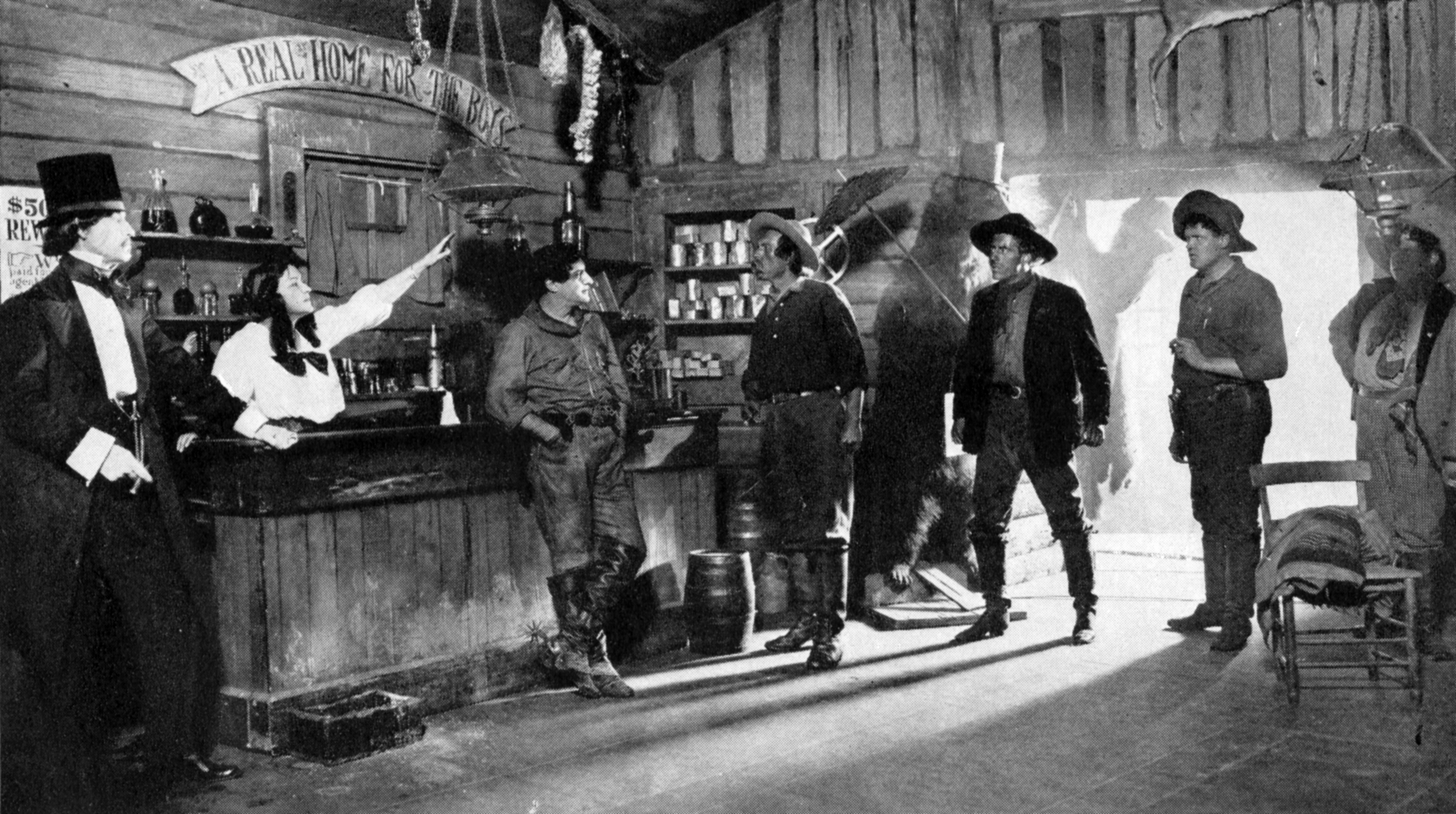
Blanche Bates nella produzione originale di Broadway di The Girl of the Golden West (1905)

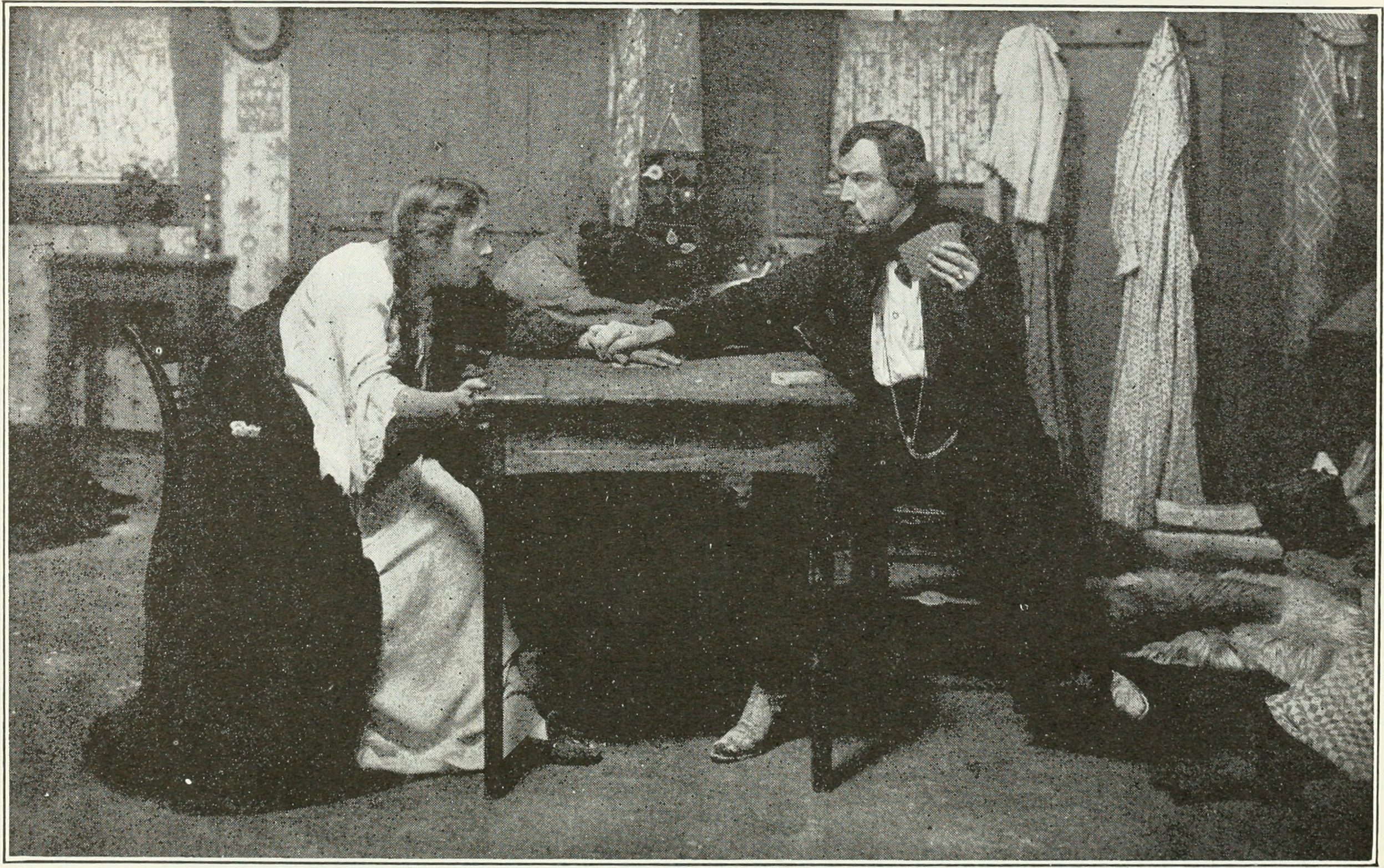
Blanche Bates e Frank Keenan nella produzione originale di Broadway di The Girl of the Golden West (1905)

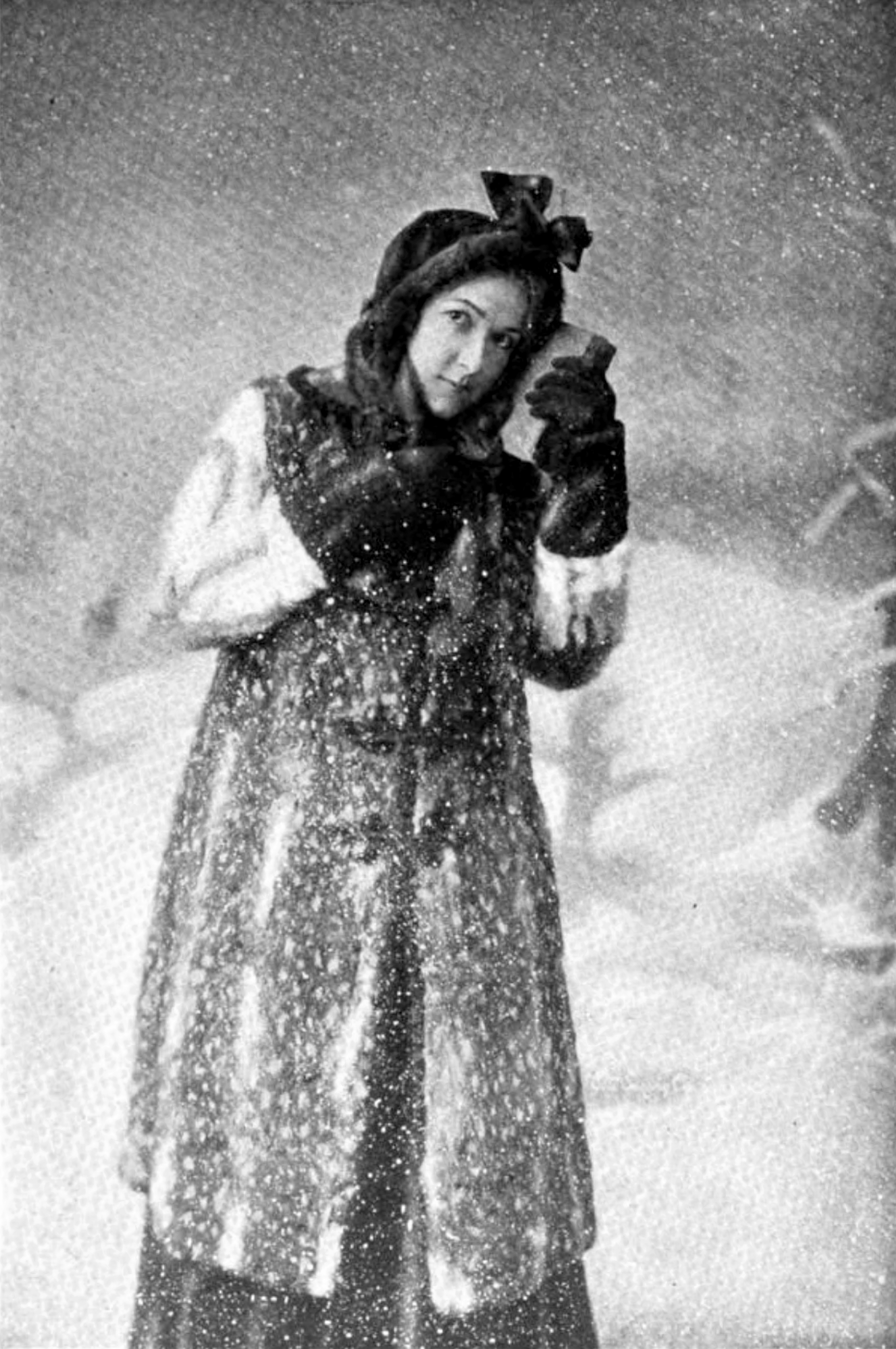
Blanche Bates in The Girl of the Golden West (1905)

## Personaggi
- Minnie (the girl), padrona del bar "La Polka"
- Jack Rance, giocatore d'azzardo e sceriffo
- Dick Johnson (Ramerrez)
- Nick, cameriere de "La Polka"
- Ashby, agente della compagnia di trasporti Wells-Fargo
- Il Vice sceriffo
- I minatori:
  - Sonora Slim (Sonora)
  - Trinitad Joe (Trin)
  - Sidney Duck (Sid)
  - Handsome Charlie (Handsome)
  - Joe
  - Happy Halliday (Happy)
  - Jim Larkens (Larkens)
- Billy Jackrabbit
- Wowkle, la squaw di Billy Jackrabbit
- Jake Wallace, un menestrello itinerante
- José Castro, uomo della banda di Ramerrez
- Un Postiglione
- Uomini del campo